# Indigenous Literacy Foundation
Indigenous Literacy Foundation, förkortat ILT, är en australisk läsfrämjande organisation och mottagare av Astrid Lindgren Memorial Award 2024.
ILT bildades 2011 för att bidra till spridandet av litteratur och läsning bland urfolken i Australien. De arbetar i nära samarbete med fler än 400 lokalsamhällen och strävar efter att ha folk ur ursprungsbefolkningen på alla nivåer inom organisationen.
Verksamheten består framförallt av stötta vuxna och barn från urfolken att skriva berättelser och översätta andras berättelser till något av Australiens över 250 olika språk. Böcker distribueras genom förskolor och skolor till barn som växer upp långt från bibliotek. Verksamheten finansieras genom sponsorer och med stöd av ideella ambassadörer såsom författare eller musiker.
För att skapa förståelse och sprida kunskap om urfolken hos majoritetsbefolkningen skapar ILF boklådor med bland annat barnböcker, sångböcker och vuxenböcker som distribueras till arbetsplatser runt om i landet.